# Зюськова, Нина Анатольевна
Ни́на Анато́льевна Зюсько́ва (3 мая 1952, Кальчик) — советская легкоатлетка, олимпийская чемпионка в эстафете 4×400 метров. Заслуженный мастер спорта СССР (1980).

## Карьера
Окончила среднюю школу села Заможное (теперь Чермалык), где впервые проявился её спортивный талант. Занималась в местной легкоатлетической секции. Уже в школе показывала замечательные результаты, которые позволили уже через три года после её окончания стать кандидаткой в олимпийскую сборную.
На Олимпиаде в Москве вместе с Татьяной Пророченко, Татьяной Гойщик и Ириной Назаровой выиграла золотую медаль в эстафете 4×400 метров.

## Личная жизнь
Окончила Ждановское кулинарно-торговое училище по специальности «повар дальнего плавания».
Замужем за Виктором Хейфецем, её сын Владимир Зюськов мастер спорта международного класса, прыгун в длину. Ныне Зюськова работает детским тренером.
В спортивной и последующей трудовой карьере Нине Зюськовой помогал А. А. Билязе.